# 非生物胁迫
非生物胁迫，又称非生物压力，是非生物因素对特定环境中生物体的负面影响。非生物变量必须对环境产生超出其正常变化范围的影响，从而以显着方式对生物体的种群表现或个体生理产生不利影响。
生物胁迫包括真菌或有害昆虫等生活干扰，非生物胁迫因素或压力源是自然发生的，通常是无形的和无生命的因素，如强烈的阳光、温度或风，可能对受影响地区的植物和动物造成伤害。非生物胁迫基本上是不可避免的。非生物胁迫会影响动物，但植物尤其依赖于环境因素，如果不是完全依赖的话，因此它尤其受到限制。非生物胁迫是影响全球农作物生长和生产力的最有害因素。研究还表明，当非生物应激因素与非生物应激因素结合在一起时，它们的危害最大。

## 例子
非生物胁迫有多种形式。最常见的压力源是人们最容易识别的，但还有许多其他不易识别的非生物压力因素会不断影响环境。
最基本的压力源包括：
- 强风[5]
- 极端温度[5]
- 干旱[5]
- 水灾[5][6][7]
- 其他自然灾害如龙卷风和野火[5]
- 冷[5]
- 热[5]

鲜为人知的压力源通常以较小的规模发生。它们包括：恶劣的土壤条件，如岩石含量和pH值、高辐射、压实、污染，以及其他高度特殊的条件，如种子发芽过程中的快速补水。

## 影响
非生物胁迫作为每个生态系统的自然组成部分，将以多种方式影响生物体。尽管这些影响可能是有益的或有害的，但该地区的位置对于确定非生物胁迫的影响程度至关重要。受影响地区的纬度越高，非生物胁迫对该地区的影响就越大。因此，北方针叶林或北方森林受到任何可能出现的非生物压力因素的支配，而热带地区则不太容易受到这些压力因素的影响。

### 益处
非生物胁迫在生态系统中发挥建设性作用的一个例子是自然野火。虽然它们可能对人类安全构成威胁，但这些生态系统每隔一段时间就会燃烧殆尽，这样新的生物就可以开始生长和繁衍。虽然对生态系统来说是健康的，但野火仍然可以被认为是非生物压力源，因为它对该地区的个体生物造成了明显的压力。每棵被烧焦的树和每一个被吞噬的鸟巢都是非生物胁迫的标志。然而，在更大范围内，自然野火是非生物胁迫的积极表现。
在寻找非生物胁迫的好处时还需要考虑的是，一种现象可能不会以同样的方式影响整个生态系统。虽然洪水会杀死某个地区大部分生活在低地的植物，但如果那里有稻米，它会在潮湿的条件下茁壮成长。另一个例子是浮游植物和浮游动物。相同类型的条件通常被认为对这两种类型的生物体有压力。当暴露在紫外线和大多数毒素下时，它们的行为非常相似，但在升高的温度下，浮游植物的反应是负面的，而嗜热的浮游动物对温度的升高反应是积极的。两者可能生活在相同的环境中，但该地区的温度升高只会对其中一种生物造成压力。
最后，非生物胁迫使物种得以生长、发育和进化，从而促进自然选择，因为它挑选出一组生物中最弱的。植物和动物都进化出了使它们能够在极端条件下生存的机制。

### 缺点
非生物胁迫最明显的危害是农业。一项研究声称，非生物胁迫导致的作物损失是任何其他因素中最多的，并且大多数主要作物的产量比其潜在产量减少了50%以上。

## 植物
植物抵御非生物胁迫的第一道防线就在其根部。如果保持植物的土壤健康和生物多样性，植物将有更高的机会在压力条件下生存。
植物对胁迫的反应取决于受胁迫影响的组织或器官。例如，对压力的转录反应在根中是组织或细胞特异性的，并且根据所涉及的压力而有很大不同。
对非生物胁迫（如高盐度）的主要反应之一是破坏植物细胞的细胞质中的Na+/K+比率。例如，高浓度的Na+会降低植物吸收水分的能力，还会改变酶和转运蛋白的功能。有效恢复细胞离子稳态的进化适应催生了多种多样的耐压植物。
促进，或不同植物物种之间的积极相互作用，是自然环境中复杂的关联网络。这就是植物如何协同工作。在高压力地区，促进化水平也特别高。这可能是因为植物需要更强大的网络才能在更恶劣的环境中生存，因此它们之间的相互作用（例如异花授粉或互惠行为）变得更加普遍，以应对其栖息地的严重性。
植物之间的适应也非常不同，即使是生活在同一地区的植物也是如此。当一组不同的植物物种受到各种不同的胁迫信号（例如干旱或寒冷）的刺激时，每种植物都会做出独特的反应。尽管植物已经习惯了完全相同的环境，但几乎没有任何反应是相似的。

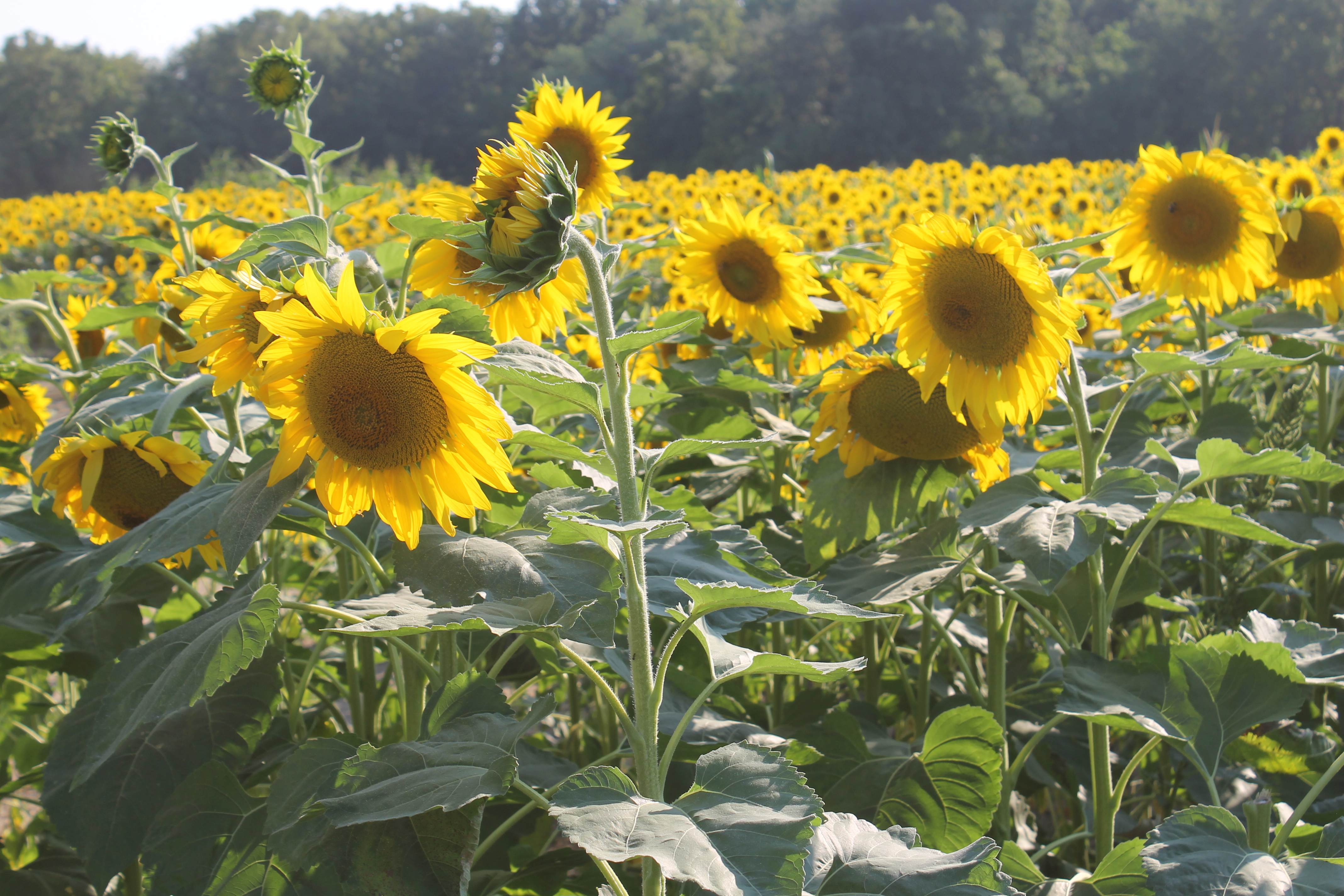
Sunflowers are hyperaccumulator plants that can absorb large amount of metal.

蛇纹石土壤（养分浓度低、重金属浓度高的介质）可能是非生物胁迫的来源。最初，有毒金属离子的吸收受到细胞膜排斥的限制。被组织吸收的离子被隔离在细胞液泡中。液泡膜上的蛋白质促进了这种隔离机制。适应蛇纹石土壤的植物的一个例子是金属型植物或超富集植物，因为它们以利用根到茎易位（它将吸收到芽而不是植物本身）来吸收重金属的能力而闻名。它们也因能够从重金属中吸收有毒物质而灭绝。
化学引发已被提出以便增加农作物对非生物胁迫的耐受性。在这种类似于疫苗接种的方法中，将诱导应激的化学试剂以短剂量引入植物，以便植物开始准备防御机制。因此，当非生物胁迫发生时，植物已经准备好防御机制，可以更快地激活并增加耐受性。先前暴露于可耐受剂量的生物胁迫（例如以韧皮部为食的昆虫侵染）也已显示可增加植物对非生物胁迫的耐受性。

### 对粮食生产的影响
非生物胁迫主要影响农业中使用的植物。不利条件（可能由气候变化引起）的一些例子包括高温或低温、干旱、盐度和毒素。
- 水稻就是一个典型的例子。大米是世界各地的主食，尤其在中国和印度。水稻植物可以承受不同类型的非生物胁迫，如干旱和高盐度。这些胁迫条件对水稻生产产生不利影响。已经使用分子标记研究了具有不同基因型的几个水稻品种的遗传多样性。[20]
- 鹰嘴豆生产受到干旱的影响。鹰嘴豆是世界上最重要的食物之一。[20]
- 小麦是另一种受干旱影响的主要作物：缺水会影响植物发育，并会使叶子枯萎。[20]
- 玉米作物会受到高温和干旱的影响，导致玉米作物因植物发育不良而损失。[20]
- 大豆是蛋白质的主要来源，其生产也受到干旱的影响。[20]

### 盐胁迫
土壤盐碱化，即水溶性盐分积累到对植物生产产生负面影响的水平，是一种影响约8.31亿公顷土地的全球现象。更具体地说，这一现象威胁着世界上19.5%的灌溉农田和世界上2.1%的非灌溉（旱地）农田。土壤含盐量高可能对植物有害，因为水溶性盐会改变渗透势梯度，从而抑制许多细胞功能。例如，土壤盐分含量高会通过限制植物的水分吸收来抑制光合作用过程；土壤中高含量的水溶性盐会降低土壤的渗透势，从而降低土壤和植物根部之间的水势差，从而限制电子从H2O流向光系统II反应中心的P680。
几个世代以来，许多植物发生了变异，并建立了不同的机制来对抗盐分的影响。一种很好的植物盐分对抗剂是激素乙烯。乙烯以调节植物生长发育和应对压力条件而闻名。植物中的许多中心膜蛋白，如ETO2、ERS1和EIN2，在许多植物生长过程中用于乙烯信号传导。这些蛋白质的突变会导致盐敏感性增加，并会限制植物的生长。已经研究了盐度对拥有ERS1、ERS2、ETR1、ETR2和EIN4蛋白突变的拟南芥植物的影响。这些蛋白质用于针对某些应激条件（例如盐）进行乙烯信号传导，而乙烯前体ACC用于抑制对盐应激的任何敏感性。

### 缺磷
磷是植物生长发育所必需的常量营养素，但它在世界大部分土壤中的含量有限。植物主要以可溶性无机磷酸盐（PO43−）的形式使用磷，但当土壤中没有足够的可溶性磷酸盐时，会受到非生物胁迫。磷在碱性土壤中与钙和镁形成不溶性复合物，在酸性土壤中与铝和铁形成不溶性复合物，使植物根部无法获得磷。当土壤中生物可利用的磷有限时，植物会表现出广泛的非生物胁迫症状，例如短的初生根和更多的侧根和根毛，以使更多的表面可用于磷酸盐的吸收，有机酸和磷酸酶的渗出以从复合物中释放磷酸盐含磷分子，使其可用于植物器官的生长。已经表明，MYB相关转录因子PHR1是植物中磷饥饿反应的主要调节因子。PHR1还被证明在磷限制应激期间调节脂质和代谢物的广泛重塑。

### 干旱胁迫
干旱胁迫，被定义为自然发生的缺水，是农业作物损失的主要原因。这是因为水对于植物生长的许多基本过程至关重要。近年来，找到一种对抗干旱胁迫的方法变得尤为重要。由于全球变暖的加剧，未来极有可能出现降水减少和随之而来的干旱增加。植物已经产生出了许多机制和适应措施来尝试应对干旱胁迫。植物对抗干旱胁迫的主要方法之一是关闭它们的气孔。调节气孔打开和关闭的关键激素是脱落酸。 脱落酸的合成导致脱落酸与受体结合。然后这种结合会影响离子通道的打开，从而降低气孔中的膨压并导致它们关闭。 Gonzalez-Villagra等人最近的研究表明，干旱胁迫植物的脱落酸水平如何增加（2018 年）。他们表明，当植物处于压力状态时，它们会产生更多的脱落酸以试图保存叶子中的水分。应对干旱压力和调节水的吸收和输出的另一个极其重要的因素是水通道蛋白。水通道蛋白是构成通道的完整膜蛋白。这些通道的主要工作是运输水和其他必需的溶质。水通道蛋白在转录和转录后都受到许多不同因素的调节，例如脱落酸、GA3、pH和Ca2+；植物某些部位（例如根或叶）中特定水平的水通道蛋白有助于将尽可能多的水分吸入植物中。通过了解水通道蛋白和脱落酸激素的机制，科学家们将能够在未来更好地生产抗旱植物。
有趣的是，已经发现持续暴露于干旱的植物会形成一种“记忆”。Tombesi等人的一项研究发现，以前遭受干旱的植物能够提出一种策略来最大限度地减少水分流失和减少用水量。他们发现，暴露在干旱条件下的植物实际上改变了它们调节气孔的方式以及他们所谓的“水力安全裕度”，从而降低了植物的脆弱性。通过改变气孔的调节以及随后的蒸腾作用，植物能够在可用的水较少时更好地发挥作用。

## 动物
对于动物来说，所有非生物压力源中压力最大的是热。这是因为许多物种无法调节其内部体温。即使在能够调节自身温度的物种中，它也不总是一个完全准确的系统。温度决定了动物体内的代谢率、心率和其他非常重要的因素，因此极端的温度变化很容易使动物的身体感到不适。动物可以对极端高温做出反应，例如，通过自然热适应或钻入地下寻找凉爽的空间。
在动物身上也可以看到，高遗传多样性有利于提供对严酷的非生物压力源的恢复力。当一个物种受到自然选择的危险困扰时，这就像一种储藏室。各种瘿伤昆虫（Galling insects）是地球上最专业和最多样化的食草动物之一，它们对非生物应激因素的广泛保护帮助昆虫获得了这一荣誉。

## 濒危物种
生物多样性由许多因素决定，其中之一是非生物胁迫。如果环境压力很大，生物多样性往往很低。如果非生物胁迫在一个地区没有很强的存在，生物多样性将会高得多。
这个想法导致了对非生物压力和濒危物种如何相关的理解。通过各种环境观察到，随着非生物胁迫水平的增加，物种数量减少。这意味着在非生物压力特别严重的时间和地点，物种更有可能受到种群数量威胁、濒危甚至灭绝。